# Boćki
Boćki (litauisch Bočkai) ist ein Dorf und Sitz der gleichnamigen Landgemeinde im Nordosten Polens in der Woiwodschaft Podlachien. 

## Geschichte
Boćki ist seit 1502 urkundlich bekannt. Bereits 1509 erhielt es seine Stadtrechte als Eigentum des Adelsgeschlechts von Sapieha. 1568 kamen die ersten Juden aus Westeuropa in die Stadt. Während des Ersten Weltkriegs verlief die Ostfront durch Boćki, wodurch die Stadt stark zerstört wurde. 1934 verlor Boćki seine Stadtrechte nach 425 Jahren aufgrund zu geringer Einwohnerzahlen.

## Gemeinde
Zur Landgemeinde Boćki gehören der namensgebende Ort und weitere 32 Schulzenämter mit etwa 4400 Einwohnern.

## Persönlichkeiten
- Andrzej Józwowicz (* 1965), römisch-katholischer Geistlicher, Erzbischof und Diplomat des Heiligen Stuhls.